# Richard Maria Werner
Richard Maria Werner, född den 14 augusti 1854 i Iglau, Mähren, död den 1 februari 1913 i Wien, var en österrikisk litteraturhistoriker.
Werner, som var lärjunge till bland andra Müllenhoff, Scherer, Tomaschek, Zupitza och Heinzel, blev 1878 docent i Graz, 1883 extra ordinarie och 1886 ordinarie professor i tyska språket och litteraturen vid Lembergs universitet, skrev Ludwig Philipp Hahn (1876), Lyrik und Lyriker (1890), Kurzer abriss der Poetik und Stilistik (1892), Betty Paoli (1898), Vollendete und ringende (1900) och Hebbel (1904; 2:a upplagan 1912). Huvudsakligast sysslade Werner med Hebbel, vars litterära arbeten, dagböcker och brev han utgav och rörande vilken hans forskningar var banbrytande. Werner nedlade även ett betydande arbete som vetenskaplig editor av Goethe, Schiller och österrikiska kultur- och litteraturverk.